# Carbimazol
Carbimazol is een geneesmiddel dat wordt toegepast als behandeling voor hyperthyreoïdie. Carbimazol wordt na opname omgezet in de actieve vorm methimazol. Methimazol hindert het enzym thyreoïdperoxidase. Als gevolg daarvan wordt de schildklierhormoonproductie verlaagd.
Het heeft een halveringstijd van 6 uur.
Carbimazol kan als bijwerking verschijnselen van geelzucht en agranulocytose veroorzaken. Carbimazol geeft interacties met lithium, met kalium- en natriumjodide en met anticoagulantia.